# Walter Loridan
Walter Loridan (* 22. Februar 1909 in Menen; † 1997) war ein belgischer Diplomat.

## Leben
Walter Loridan studierte an der Universität Brüssel Handelsingenieur, wurde zum Doktor der politischen Wissenschaften promoviert und dozierte an der Universität Brüssel. Er trat 1932 in den auswärtigen Dienst, wurde Attaché in Washington und 1936 in Warschau.
Von 1943 bis 1947 war er Büroleiter von Paul-Henri Spaak, Außenminister der belgischen Exilregierung in London und Brüssel. 1945 war er Teilnehmer der Konferenz von San Francisco. Von 1948 bis 1951 leitete er die Abteilung Politik im belgischen Außenministerium. Die belgische Gesandtschaft in Mexiko-Stadt wurde 1954 unter seiner Leitung zur Botschaft aufgewertet. Während der Vorgänge im Rahmen des Désengagement in der Republik Kongo war Loridan Vertreter der belgischen Regierung am UN-Hauptquartier
Er war zuletzt verheiratet mit Marie Louise Stern-Loridan.